# Brabantse Pijl 1963
De Brabantse Pijl 1963 (Frans: Fleche Brabançonne 1963) was de derde editie van deze eendaagse wielerwedstrijd. Deze werd verreden op 3 april en had zowel start- als eindplaats in Brussel. Na 185 kilometer was Jos Wouters de winnaar van deze wedstrijd. 

## Uitslag
| Brabantse Pijl 1963 |                  |                             |            |
| Plaats              | Naam             | Ploeg                       | Tijd       |
| Winnaar             | Joseph Wouters   | Solo-Terrot-Van Steenbergen | 4u 42' 00" |
| 2                   | Emile Daems      | Peugeot-BP-Englebert        | + 0' 01"   |
| 3                   | Gustaaf De Smet  | Wiels-Groene Leeuw          | + 0' 02"   |
| 4                   | Michel Van Aerde | Solo-Terrot-Van Steenbergen | z.t.       |
| 5                   | Benoni Beheyt    | Wiels-Groene Leeuw          | z.t.       |
| 6                   | Robert Seneca    | Solo-Terrot-Van Steenbergen | z.t.       |
| 7                   | Jan Janssen      | Pelforth-Sauvage-Lejeune    | z.t.       |
| 8                   | Lode Troonbeeckx | Dr. Mann-Labo               | z.t.       |
| 9                   | Jos Dewit        | Pelforth-Sauvage-Lejeune    | z.t.       |
| 10                  | Willy Raes       | Dr. Mann-Labo               | z.t.       |

1961 · 1962 · 1963 · 1964 · 1965 · 1966 · 1967 · 1968 · 1969 · 1970 · 1971 · 1972 · 1973 · 1974 · 1975 · 1976 · 1977 · 1978 · 1979 · 1980 · 1981 · 1982 · 1983 · 1984 · 1985 · 1986 · 1987 · 1988 · 1989 · 1990 · 1991 · 1992 · 1993 · 1994 · 1995 · 1996 · 1997 · 1998 · 1999 · 2000 · 2001 · 2002 · 2003 · 2004 · 2005 · 2006 · 2007 · 2008 · 2009 · 2010 · 2011 · 2012 · 2013 · 2014 · 2015 · 2016 · 2017 · 2018 · 2019 · 2020 · 2021 · 2022 · 2023 · 2024